# Playas de Berbes, Vega y La Sierra
La Playa de Vega, junto con la playa de La Sierra son un conjunto de playas del concejo de Ribadesella, Asturias. Se enmarcan en las playas de la Costa Verde Asturiana y están consideradas paisaje protegido, desde el punto de vista medioambiental (por la vegetación, los acantilados y al complejo dunar, que le hizo ser catalogada como "Monumento Natural", junto con el cercano desfiladero de Entrepeñes). Por este motivo están integradas, según información del Ministerios de Agricultura, Alimentación y Medio Ambiente, en el Paisaje Protegido de la Costa Oriental de Asturias.

## Descripción
La playa de Vega es una de las más extensas de Asturias, con más de un kilómetro de longitud y una de las pocas del norte que conserva un importante sistema de dunas. La extensa playa está dividida por la desembocadura de un pequeño arroyo, y presenta fuerte oleaje por estar muy abierta debido a su forma lineal.

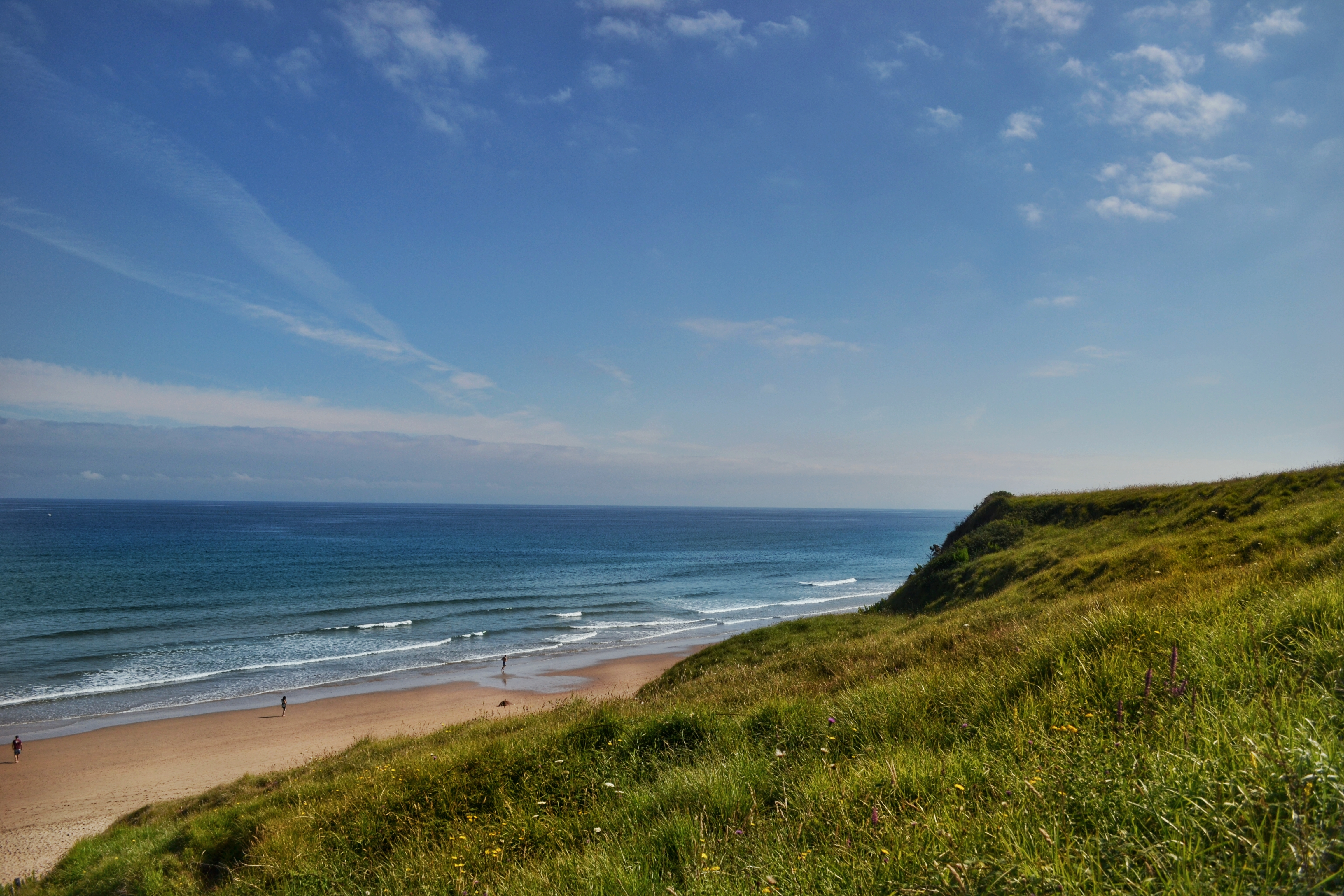
Vista general de la playa.

El extremo más occidental es una zona frecuentada por nudistas, mientras que en la parte más oriental es donde pueden observarse restos jurásicos ( huellas de dinosaurio), así como de rocas con presencia de fluorita.
Los accesos a las dos primeras playas son rodados, pero para acceder a la de Sierra es preciso ir a pie. Las playas de Vega , mientras que al este cierra la playa la punta y la cala llamadas de Sierra. A la playa de La Sierra se accede durante la bajamar a través de la de Vega, pese a la existencia de un sendero que es poco practicado por la dificultad que presenta al descender por el acantilado.
Cuenta con gran variedad de servicios, aseos, duchas, papeleras, limpieza, teléfono, establecimiento de bebidas y comidas, señalización de peligro así como equipo de salvamento durante la época estival.